# Агата фон Йотинген-Йотинген
Агата фон Йотинген-Йотинген (на немски: Agathe von Oettingen-Oettingen; * 27 декември 1610 в Йотинген; † 26 март 1680 във Вертхайм) е графиня от Йотинген-Йотинген-Харбург в Швабия, Бавария и чрез женитби господарка на Хофкирхен и графиня на Льовенщайн-Вертхайм-Вирнебург.

## Произход
Тя е петата дъщеря на граф Лудвиг Еберхард фон Йотинген-Йотинген (1577 – 1634) и съпругата му графиня Маргарета фон Ербах (1576 – 1635), дъщеря на граф Георг III фон Ербах (1548 – 1605) и втората му съпруга графиня Анна фон Золмс-Лаубах (1557 – 1586).

## Фамилия
Първи брак: на 8 декември 1633 г. се омъжва за Лоренц IV фон Хофкирхен (* ок. 1606; † началото на 1656 или 1680), курсаксонски генерал-майор, императорски генерал-лейтенант и шведски офицер, син на фрайхер Волфганг фон Хофкирхен (1 септември 1555 – 15 юни 1611, Прага), щатхалтер на Долна Австрия, и съпругата му графиня Анна Доротея фон Йотинген-Йотинген (1563 – сл. 1624), дъщеря на граф Лудвиг XVI фон Йотинген (1508 – 1569) и графиня Сузана фон Мансфелд-Хинтерорт († 1565). Лоренц IV получава през 1632 г. от Густав II Адолф графството Йотинген-Валерщайн. Бракът е бездетен. Те се развеждат през 1649 г.
Втори брак: на 1 октомври 1657 г. в Щутгарт се омъжва за граф Густав Аксел фон Льовенщайн-Вертхайм-Вирнебург (2 декември 1632, Вертхайм – 26 март 1683, Вертхайм) от фамилията Вителсбахи, син на граф Фридрих Лудвиг фон Льовенщайн-Вертхайм-Вирнебург (1598 – 1657) и първата му съпруга графиня Анна Хедвиг цу Щолберг-Ортенберг (1599 – 1634).

## Галерия
- Герб на фамилията Йотинген
- Замък Вирнебург
- Замък Вертхайм